# SNAB-3000
SNAB-3000 "Crab" はソビエトで最初の誘導爆弾。1940年代に鹵獲したドイツのFX-1400誘導爆弾を基に開発された。高高度から(工場や産業施設のような)静止した標的を精密爆撃するために赤外線誘導装置(熱線追尾装置)を備えていた。1950年に試験されたが、貧弱な結果により受け入れられなかった。ファイア・アンド・フォーゲット能力を備えた初期の誘導弾だった。

## 歴史
ソビエトでの誘導弾の開発は戦後間もなく着手された。計画は接収したドイツの設計の調査が基になった。フリッツXとしても知られるFX-1400無線操縦式航空機投下爆弾が対象だった。水平飛行する爆撃機から高度に武装された軍艦を攻撃するために設計され、1943年にマルタ沖でイタリアの戦艦であるローマに2発が命中したことで有効性を実証された。
ソビエト軍は関心を抱いたが、電波制御式は近代的な戦闘環境では効果的ではない事が判明した。同じ目的のために赤外線誘導を使用した類似の設計の爆弾を開発する事が決定された。原型機とは異なり、爆弾は熱線を放射する工場や発電所や大型の産業施設を攻撃する事が想定された。

## 設計
"Crab"爆弾は涙滴状の流線型でドイツの原型機に似ていた。後部は箱型の安定翼を備え、中央部はX型の主翼を備えた。誘導弾は安定翼と主翼のスポイラーの両方で制御された。
爆弾の前部には2個の硫化鉛の光電管で構成される追尾装置が備えられた。走査は変調用円盤を使用して光電管の片方が垂直に配置され、もう片方は水平に配置された。GOS - 01-53 と01-54の2形式が開発され2機目はより高感度だった。GOSは9km離れた場所からの放射を背景と識別する事を目指した。
GOSは後部に充電池で駆動する電気的な自動操縦装置を備えた。
爆弾の総重量はおよそ3200kgでおよそ1285kgは弾頭だった。
飛行中、爆弾は航空機の外側に固定された。爆撃手は通常の爆撃照準で見つけ、初期化のために5分から8分間かけた。航空機から分離後爆弾は50°の角度で降下して自動操縦装置で安定を維持して標的の探索を開始する。

## 試験
最初の試験は1950年に開始され飛行中の安定性を調査するために非制御で投下された。試験の結果、設計が変更され、1952年に赤外線誘導装置を装備した状態での試験が開始された。
Tu-4爆撃機から火を燃やした産業施設を模した物体へ投下された。対象は製鉄所や発電所などが想定されていた。熱の放射はあらかじめ計測され、表示された。実用試験は自動操縦装置の効率を実証したが、複数の課題が判明した。とりわけ強力な熱の放射により標的に接近すると赤外線誘導装置のセンサーが飽和して制御不能になることが問題だった。
安全なダイヤフラムを備えた改良された爆弾は1953年から1954年にかけて実施された。命中半径は75m未満で比較的良好な結果を示した。しかし、爆弾は運用が困難で組み立てに17時間近くかかり、さらに相対的に信頼性が低かった。
この時点でTu-4は母機として旧式化していたのでTu-16ジェット爆撃機で試験が継続された。大型の爆弾を高速のジェット機からの投下することにより、複数の問題点が浮上した。赤外線誘導爆弾が標的を捕捉するためには大幅に空気抵抗を増やし、爆撃機の飛行性能が低下するので問題を解決するためには爆弾以外の要素も改良する必要があった。爆弾に関して新しく認識された問題は空気力学的に洗練された設計ではなかったので高速飛行機とマッハ0.9の速度で爆弾の安定性が失われ始める事だった。
1955年に一連の試験が実施されその結果:
- 製鉄所を想定した最大の放射量の標的上に2発の爆弾を投下して両方とも11m圏内に着弾した。
- 12発の爆弾が平均的な放射量の標的上に投下され、4発は41m圏内に着弾して2発は79m圏内に着弾した。
- 4発の爆弾が最小の放射量の標的上(産業施設を想定)に投下され1発が85m圏内に着弾して2発は標的を見失い、1発は飛行中に故障した。

試験の結果、誘導弾には改善が必要であることが判明した。誘導弾は高輝度の赤外線放出源に対しては有効ではあるものの、その他の標的に対しては許容できない事が実証された。当時の技術水準では背景との熱のコントラストが貧弱な場合には判別が不可能だった。さらに誘導弾の安定性の喪失により投下高度は10,000 mから2000m以下に変更された。
参加者の回顧録によると放射性物質で汚染された環境での状況でも試験されたとされる。
1956年に試験は終了した。